# John Sebastian Larocca
John Sebastian LaRocca (* 19. Dezember 1901 in Sizilien; † 3. Dezember 1984 in den Vereinigten Staaten) war ein sizilianisch-amerikanischer Mobster der US-amerikanischen Cosa Nostra und knapp drei Jahrzehnte lang bis zu seinem Tod, Boss der heute nach ihm benannten LaRocca-Familie (Pittsburgh crime family) mit Hauptsitz in Pittsburgh, Pennsylvania.

## Leben
Geboren in Villarosa (Sizilien), emigrierte LaRocca mit seiner Familie im Jahr 1910 in die Vereinigten Staaten und ließ sich in Indiana County (Pennsylvania) nieder. Als junger Mann ging LaRocca dort in Kohlengruben. Im Jahr 1922, im Alter von 20 Jahren, wurde er wegen tätlichen Angriffs auf eine junge Frau angeklagt und zu drei Jahren Gefängnis verurteilt. 
LaRocca wurde Berufsverbrecher und stieg im Jahr 1936 unter der Führung von Francesco Amato zum Underboss der Pittsburgh crime family auf. Amarto regierte fast zwei Jahrzehnte, bis er schwer erkrankte und 1956 als Boss zurückgetrat und als Unterboss die Nummer zwei der Familie blieb. Die Position als neues Familienoberhaupt nahm John Larocca ein, nach dessen Namen die Familie später benannt wurde.
Im Jahr 1957 besuchte er neben etwa 100 weiteren Mafiosi, zusammen mit Capo (Captain) Gabriel „Kelly“ Mannarino und Consigliere (Berater) Michael James Genovese das berühmte Apalachin-Meeting, welches durch die örtliche Polizei zum Desaster wurde. LaRocca entkam den Bundesbehörden, aber Mannarino und Genovese wurden kurzzeitig verhaftet.
LaRocca und Mannarino wurden Partner im Sans Souci Hotel-Casino auf Havanna (Kuba) von Santo Trafficante, Jr., dem Boss der Trafficante-Familie. Im Jahr 1959 übernahm der kubanische Revolutionär Fidel Castro jedoch die Kontrolle über Kuba und zwang die Mafiosi sich weitgehend zurückzuziehen.
Durch Bestechung wurde LaRocca ein sehr mächtiger Boss und hatte Politiker, Polizisten und andere Beamte Pittsburghs in seiner Tasche. Seine Familie steuerte auch die Laborers Local Union # 1058. LaRoccas Einfluss wuchs zudem auch stark durch enge Bindungen zu Gambino-Boss Carlo Gambino, Bufalino-Boss Russell Bufalino, Bruno-Boss Angelo Bruno und Civella-Boss Nick Civella.
In den 1960er Jahren begann LaRocca einen Konflikt mit der Cleveland crime family als diese begann nach Youngstown (Ohio) zu expandieren.
Im Jahr 1964 unterstützte LaRocca Frank J. Valenti dabei, die Führung der Rochester-Familie zu übernehmen und Jake Russo als Oberhaupt abzusetzen.
LaRocca starb im Alter von 82 am 3. Dezember 1984 eines natürlichen Todes und Michael James Genovese wurde der neue Boss der LaRocca-Familie.